# Krzeszów (Neder-Silezië)
Krzeszów (vroeger Grüsssau) is een plaats in het Poolse district  Kamiennogórski, woiwodschap Neder-Silezië. De plaats maakt deel uit van de gemeente Kamienna Góra en telt 1527 inwoners.

## Zie ook

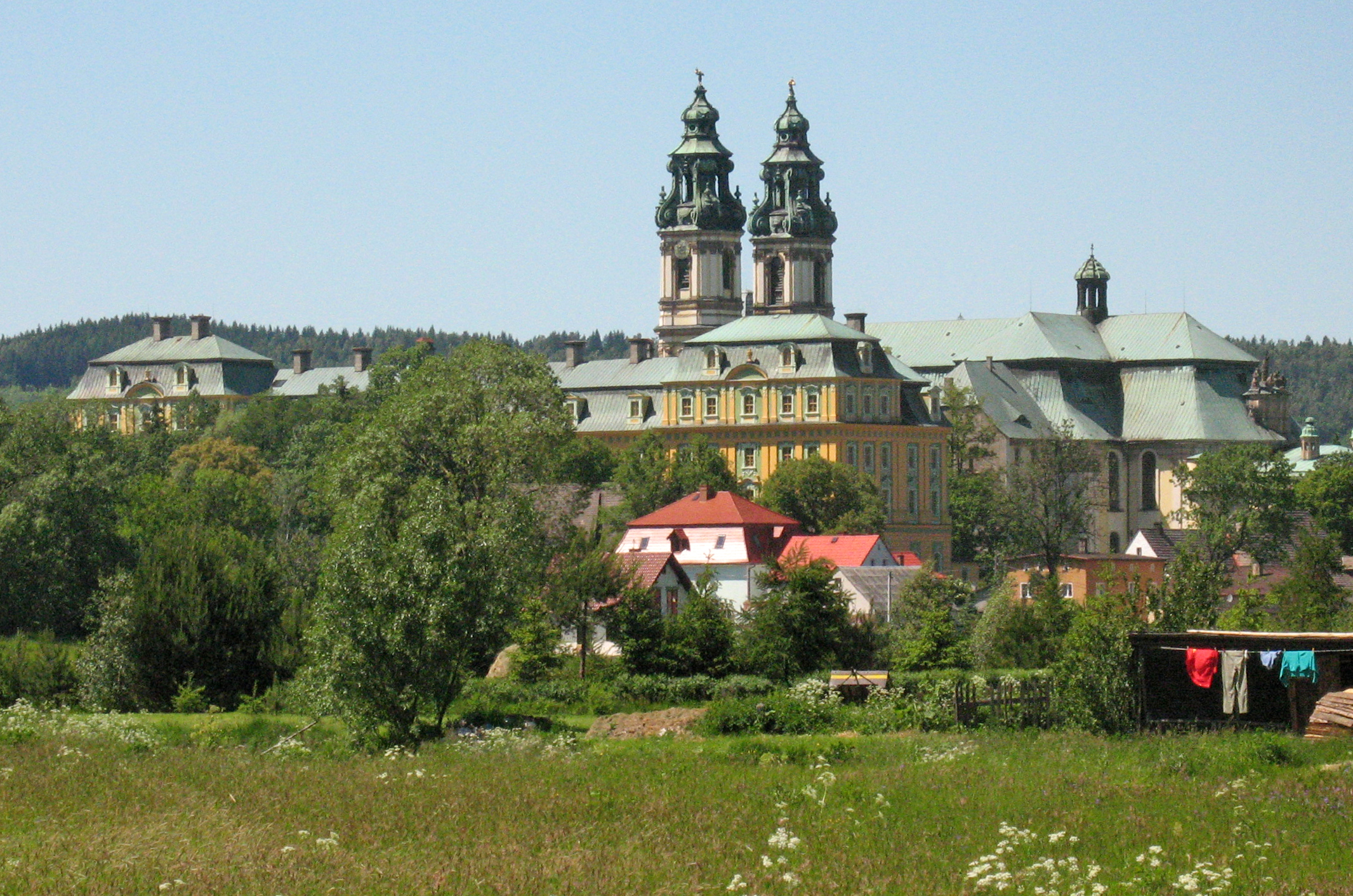
Dorpsgezicht met abdij